# Paso de los Arrieros, Veracruz
Paso de los Arrieros är en ort i Mexiko.   Den ligger i kommunen Medellín och delstaten Veracruz, i den sydöstra delen av landet, 300 km öster om huvudstaden Mexico City. Paso de los Arrieros ligger 15 meter över havet och antalet invånare är 246.
Terrängen runt Paso de los Arrieros är platt. Runt Paso de los Arrieros är det ganska tätbefolkat, med 230 invånare per kvadratkilometer. Närmaste större samhälle är Veracruz, 16,5 km nordost om Paso de los Arrieros. Trakten runt Paso de los Arrieros består till största delen av jordbruksmark.